# Unsere kleine Moschee
Unsere kleine Moschee (OT: Little Mosque on the Prairie) ist eine kanadische Comedy-Serie, die 2007 von Zarqa Nawaz entwickelt und vom Sender CBC Television produziert wurde. Die Serie handelt von den Irrungen und Wirrungen einer jungen Moscheegemeinde in der fiktionalen ländlichen Stadt Mercy in der kanadischen Prärieprovinz Saskatchewan, wo das Leben nach muslimischen Sitten sehr misstrauisch beäugt wird. Die Darsteller stellen unterschiedliche islamische Charaktere dar und versuchen mit den Mitteln des Fernsehhumors den zentralen Kulturstreit satirisch aufzuarbeiten.
Die erste Staffel der Serie lief in Kanada bis März 2007, die zweite Staffel startete im Oktober 2007 und lief bis März 2008. Im Februar 2011 wurde bekannt gegeben, dass die Serie mit der sechsten Staffel beendet wird. Sie wurde im Januar 2012 gestartet und endete im April 2012.
Die erste Staffel lief im Schweizer Fernsehen (SF 1) im April/Mai 2008 unter dem Namen Unsere kleine Moschee.

## Inhalt und Hintergrund
Beschrieben wird das Leben kanadischer Muslime in der fiktiven Präriestadt Mercy in Saskatchewan mit 14.000 Einwohnern. Orte der Handlung sind vor allem die Moschee, die von Imam Amaar Rashid geleitet wird und sich im angemieteten Gemeindehaus der Anglikanischen Kirche befindet, sowie Fatimas Café, ein von Fatima Dinssa im Stadtzentrum betriebenes Diner. Der Patriarch der Gemeinschaft Yasir Hamoudi, Inhaber einer kleinen Baufirma, hat das Gebäude für die Moschee ursprünglich unter dem Vorwand angemietet, Büroraum für sein Geschäft zu benötigen. Baber Siddiqui, ein Wirtschaftsprofessor, diente der Gemeinde vorübergehend als Prediger bis Amaar als Imam verpflichtet wird.
Die Stadt Mercy wird von Bürgermeisterin Ann Popowicz regiert. Sarah Hamoudi, Yasirs Ehefrau, arbeitet als Pressesprecherin in Popowiczs Büro.
Der Titel lehnt sich an die US-amerikanische Fernsehserie und gleichnamige autobiographische Buchserie von Laura Ingalls Wilder an, Little House on the Prairie (deutsch: Unsere kleine Farm).
Vermittelt wird ein kontroverses Islambild, wobei traditionelle und liberale Überzeugungen aufeinandertreffen und immer wieder für Meinungsverschiedenheiten in der Moscheegemeinde sorgen. Stereotype und (Vor)urteile gegenüber dem Islam bieten immer wieder Anknüpfungspunkte für Situationskomik und Verwicklungen. Erwartungsgemäß wird der designierte Imam in der Pilotfolge als Terrorist verdächtigt und auf dem Flughafen festgenommen.

## Figuren

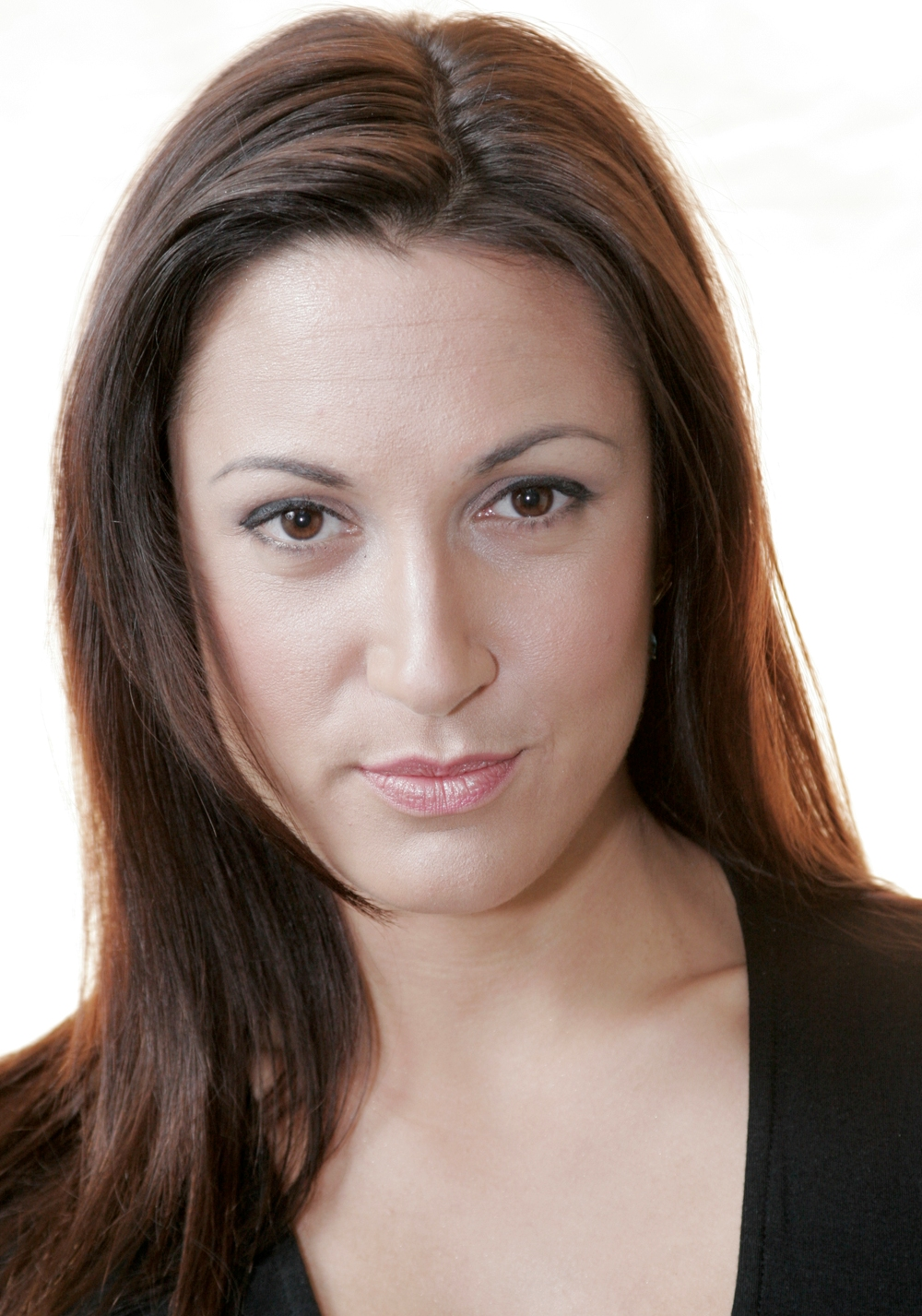
Sitara Hewitt (Darstellerin der Rayyan Hamoudi)

Amaar Rashid
Ein Rechtsanwalt aus Toronto, der auf eine Kleinanzeige antwortet, um Imam der Moschee in Mercy zu werden, sehr zum Leidwesen seiner Familie. Als Vertreter eines liberalen Islams gerät er manchmal in Konflikt mit den konservativen Mitgliedern seiner Gemeinde. Seinen Hang zum Sarkasmus schreibt er seiner Tätigkeit als Rechtsanwalt zu.
Yasir Hamoudi
Der Inhaber einer kleinen Baufirma ist ein praktisch veranlagter Mensch, der den Kompromiss sucht. Er neigt dazu, in Fettnäpfchen zu treten. Yasir ist durchaus bestrebt seine Religion zu befolgen, muss aber manchmal von seiner Ehefrau oder Tochter zu größerem Engagement gedrängt werden. Seine pragmatische Einstellung zeigt sich unter anderem darin, dass er sein Baugeschäft von einem Zimmer in der Moschee aus betreibt. Er zahlt keine Miete, muss dafür aber in der Moschee mithelfen. Yasir ist ein eingetragenes Mitglied der Konservativen Partei Kanadas.
Sarah Hamoudi
Eine frühere Anglikanerin, die als Pressesprecherin im Büro der Bürgermeisterin arbeitet. Sarah konvertierte zum Islam, um Yasir zu heiraten. Ebenso wie ihr Ehemann müht sie sich mit den muslimischen Gewohnheiten und Regeln ab und wird oft von ihrer frömmeren Tochter Rayyan bloßgestellt. Sie trägt das Hidschab beim Gottesdienst in der Moschee, aber nicht im Alltag.
Rayyan Hamoudi
Die 25-jährige Tochter von Yasir und Sarah ist Ärztin. Sie ist Anhängerin des Islamischen Feminismus, hält die islamische Kleiderordnung ein und nimmt ihre Religion sehr ernst. Ihre westliche Schulmedizin stößt auf Fatimas Missbilligung, welche traditionellen nigerianischen Heilmitteln vertraut.
Baber Siddiqui
Ein geschiedener Wirtschaftsprofessor und das konservativste Mitglied der Muslimgemeinde in Mercy, der im Pilotfilm vor Amaars Ankunft als Imam fungierte. Später wird er Kassenwart der Gemeinde.
Fatima Dinssa
Eine konservative nigerianische Immigrantin und die verwitwete Eigentümerin eines Diners. Sie ist ebenfalls sarkastisch und liebt es sich an verbalen Wortgefechten zu beteiligen, häufig mit ihrem Lieblings-Stammgast Fred Tupper. Sie hasst das Mercy Diner, ihren Wettbewerber. Sie hat einen Sohn, Jamal (Demetrius Joyette), der es hasst, mit ihr Ayo zu spielen. Fatima wird während der Serie kanadische Staatsbürgerin.
Rev. Duncan Magee
Der Priester der Anglikanischen Kirche, welche die Moschee beherbergt. Er und Amaar werden gute Freunde, die sich oft gegenseitig mit gutem Rat zur Seite stehen. Die Rolle des Rev. Duncan Magee wird ab der vierten Staffel durch die Rolle des Rev. William Thorn abgelöst.
Mayor Ann Popowicz
Die chaotische Bürgermeisterin der Stadt Mercy unterstützt die muslimische Gemeinschaft und hofft im Gegenzug auf ihre Stimmen.
Fred Tupper
Ein Eiferer und Moderator einer Talkshow des örtlichen Radiosenders. Er setzt gerne Muslime mit Terroristen gleich, die das Land übernehmen wollen. Im Verlauf der Serie kann er aber seine versöhnliche Seite nicht immer verstecken. Vor allem an Fatima hat er einen Narren gefressen.
Layla Siddiqui
Babers Tochter ist ein durchschnittliches muslimisches Mädchen im Teenager-Alter und kämpft um das richtige Gleichgewicht zwischen ihrem Wunsch eine gute Muslima zu sein und dem Wunsch nach dem Lebensstil eines „westlichen“ Teenagers, der auf Musik, Klamotten und Jungen steht. Sie kann rebellisch und sarkastisch sein, besonders gegenüber den Marotten ihres Vaters (sie pflegt ihr Heim als „Baberistan“ zu bezeichnen), aber sie ist auch sehr scharfsinnig und einfühlsam.
Junaid Jaffer
Auch bekannt als J.J (Stephen Lobo) – Sohn von Yasirs Freund Karim, und Verlobter Rayyans.
Joe Peterson
Der nicht besonders intelligent erscheinende Farmer ist ein guter Kumpel von Fred Tupper, der oft für Unruhe sorgt.

## Geschichte
Ungewöhnlich für eine kanadische Fernsehserie erfuhr Unsere kleine Moschee eine breite Aufmerksamkeit in den internationalen Medien, mit Berichten in der New York Times, der Washington Times und der Houston Chronicle, ebenso wie auf CNN, NPR und der BBC.
Der Pilotfilm wurde am 9. Januar 2007 gezeigt. Die Premiere der Serie erreichte 2,1 Millionen Zuschauer.
Am Ende der ersten Staffel am 7. März 2007 erreichte die Serie 1,1 Millionen Zuschauer. CBC Television legte eine zweite Staffel mit 20 Episoden auf, die ab dem 3. Oktober 2007 gesendet wurde und durchschnittlich eine Million Zuschauer pro Episode erreichte.
Am 7. März 2008 wurde eine dritte Staffel bestellt und seit dem 1. Oktober 2008 ausgestrahlt.
Am 8. Mai 2007 wurde bekannt gegeben, dass die Serie auch in Frankreich, Schweiz und im frankophonen Afrika im Juli gezeigt werden soll.
Gastauftritte haben in der Serie die Schauspieler Colin Mochrie, Dan Redican, Samantha Bee, Dave Foley, Maria Vacratsis, Sam Kalilieh, Peter Wildman, Hrant Alianak, Veena Sood, Kathryn Winslow, Patrick McKenna und Tom Jackson, genauso wie Hockeyspieler Darcy Tucker und Sportreporter Ron MacLean.

## Staffeln
| Titel | Originaltitel                              | Sendetermin CBC   | Sendetermin SF1    | Prod.-Kode |
| --- | ------------------------------------------ | ----------------- | ------------------ | ---------- |
| Die kleine Moschee (Pilotfolge) | Little Mosque                              | 9. Januar 2007    | 10./11. April 2008 | 101        |
| Der junge Rechtsanwalt Amaar aus Toronto entdeckt, dass seine wahre Bestimmung darin besteht, Imam zu werden. Nachdem einige Missverständnisse mit der Flughafenpolizei ausgeräumt sind, kann er sein Amt im Städtchen Mercy in der kanadischen Prärie antreten. Die Moschee ist in einer Kirche untergebracht. Doch leider wissen die Bürger der Stadt nichts davon... Als sich auch noch die muslimische Gemeinde um den genauen Beginn des bevorstehenden Ramadan streitet, bekommt Amaar Zweifel in Bezug auf seine neue Aufgabe. |                                            |                   |                    |            |
| Die Schranke | The Barrier                                | 17. Januar 2007   | 17./18. April 2008 | 102        |
| Als Baber entscheidet eine Barriere zu errichten, um Frauen und Männer im Gebetsraum zu trennen, entwickelt sich ein heftiger Disput um die brisante Frage. |                                            |                   |                    |            |
| Tag der offenen Tür | The Open House                             | 31. Januar 2007   | 24./25. April 2008 | 103        |
| Ein Tag der offenen Tür soll in der Mercy-Moschee stattfinden, um das ramponierte Image der Muslimgemeinschaft aufzupolieren. Brücken zwischen Muslimen und Nichtmuslimen sollen geschlagen werden, doch die Dinge entwickeln sich unerwartet anders. |                                            |                   |                    |            |
| Gegen den Strom schwimmen | Swimming Up Stream                         | 6. Februar 2007   | 1./2. Mai 2008     | 104        |
| Fatima verletzt sich am Knie und soll als therapeutische Maßnahme am Schwimmen teilnehmen. Doch der Bademeister ist ein Mann! Eine muslimische Frau hat ihren Körper vor einem fremden Mann zu bedecken, aber wie verhält es sich, wenn der Mann schwul ist? Der Imam der Moschee muss spannende theologische Fragen klären. |                                            |                   |                    |            |
| Der Konvertit | The Convert                                | 14. Februar 2007  | 8./9. Mai 2008     | 105        |
| Ein neuer Konvertit in der Moschee bereitet der Gemeinschaft erhebliche Schwierigkeiten. |                                            |                   |                    |            |
| Der Erzdiakon droht | The Archdeacon Cometh                      | 21. Februar 2007  | 15./16. Mai 2008   | 106        |
| Beim Besuch des Erzdiakons (Colin Mochrie) will Reverend Magee eine volle Kirche präsentieren, also nimmt auch die muslimische Gemeinde am Gottesdienst teil: aber nicht bevor sie von Sarah, einer devoten früheren Anglikanerin, einen Crashkurs im Christentum bekommen haben. Nicht alles läuft nach Plan, aber schließlich geht es dem Erzdiakon eher darum, dass die Erzdiözese von der Miete ihren Anteil bekommt, als um die Anzahl der Gläubigen.                                                                            |                                            |                   |                    |            |
| Die Schwiegermutter | Mother-in-Law                              | 28. Februar 2007  | 22./23. Mai 2008   | 107        |
| Yassirs anmaßende Mutter (Maria Vacratsis) kommt zu Besuch und hat Pläne für Yassir: Er soll eine zweite Frau heiraten – und zwar eine alte Witwe aus dem Libanon. Als Sarah sieht, wie unterwürfig Yassir seine Mutter trotzdem behandelt, zieht sie aus und schläft im Büro der Bürgermeisterin. |                                            |                   |                    |            |
| Spiel mit dem Feuer | Playing with Fire                          | 7. März 2007      | 29./30. Mai 2008   | 108        |
| Jeff, Feuerwehrmann von Mercy, interessiert sich für Rayyan und das ist ein Spiel mit dem Feuer. Schon spricht die muslimische Gemeinde darüber, obwohl Rayyan nicht einmal die Einladung zur Verabredung mit Jeff angenommen hat. Baber will seine Tochter auf eine islamische Schule schicken, damit sie dem schädlichen Einfluss von Rayyan entkommt. Auch Amaar hat Bedenken – oder ist er nur eifersüchtig? |                                            |                   |                    |            |
| Grabangelegenheiten | Grave Concern                              | 3. Oktober 2007   | - - -              | 201        |
| Baber und Yasir entscheiden in Mercy einen islamischen Friedhof einzurichten. Das geht einigen Bürgern der Stadt jedoch gegen den Strich. |                                            |                   |                    |            |
| Zugang zur Öffentlichkeit | Public Access                              | 10. Oktober 2007  | - - -              | 202        |
| Amaar und Rayyan werden Ko-Moderatoren eines eigenen islam-thematisierenden Fernsehprogramms und verstricken sich dabei in einem Wettstreit, wer von beiden telegener ist. |                                            |                   |                    |            |
| Die Burka ächten | Ban the Burka                              | 17. Oktober 2007  | - - -              | 203        |
| Als eine fremde Muslima mit Gesichtsschleier (Niqab) in der Moschee auftaucht gerät die Gemeinde in helle Aufregung. Die Meinungen gehen erst weit auseinander: Sarah findet es repressiv, Fred findet es gruselig. Baber verliebt sich in die Unbekannte. Doch als die Polizei ein Vermummungsverbot durchsetzen will, kommt es zu überraschenden Solidaritätsbekundungen mit der Niqabträgerin. |                                            |                   |                    |            |
| Glückstag | Lucky Day                                  | 24. Oktober 2007  | - - -              | 204        |
| |                                            |                   |                    |            |
| Mercys Rübe | Mercy Beet                                 | 7. November 2007  | - - -              | 205        |
| Der Hockeystar Darcy Tucker empfiehlt ein Rübensaftgetränk, das in der Stadt Mercy hergestellt wird, und die ganze Stadt, einschließlich der Muslimgemeinde, investiert in die Herstellerfirma. Auch Ron MacLean tritt auf. |                                            |                   |                    |            |
| Der Rivale des Imam | Rival Imam                                 | 14. November 2007 | - - -              | 206        |
| Amaars früherer Studienkollege (Sam Kalilieh) kommt zu Besuch und enthüllt, dass auch er ein Imam geworden ist. Es kommt zu Rivalitäten als Amaar bemerkt, dass sein Freund beliebter ist als er selbst. Bei dem Versuch, die Moschee für ein Ökologiezertifikat umzurüsten kommt es zu unvermeidlichen kleinen Katastrophen. |                                            |                   |                    |            |
| | Spy Something or Get Out                   | 20. November 2007 | - - -              | 207        |
| |                                            |                   |                    |            |
| Gute Absichten | Best Intentions                            | 28. November 2007 | - - -              | 208        |
| |                                            |                   |                    |            |
| Watch List | No Fly List                                | 5. Dezember 2007  | - - -              | 209        |
| Babar kann nicht die programmatische Rede auf einer Konferenz in Chicago halten, weil er auf der amerikanischen Flugverbotsliste (Watch List) steht. Gastauftritt von Dave Foley. |                                            |                   |                    |            |
| | Eid's A Wonderful Life                     | 12. Dezember 2007 | - - -              | 210        |
| |                                            |                   |                    |            |
| Der Fünf-Jahres-Plan | The Five Year Plan                         | 2. Januar 2008    | - - -              | 211        |
| |                                            |                   |                    |            |
| Dschihad auf Eis | Jihad on Ice                               | 9. Januar 2008    | - - -              | 212        |
| |                                            |                   |                    |            |
| Der Schwarm | The Crush                                  | 16. Januar 2008   | - - -              | 213        |
| |                                            |                   |                    |            |
| Willkommen in Mercy | Welcome To Mercy                           | 23. Januar 2008   | - - -              | 214        |
| |                                            |                   |                    |            |
| Weizenwoche | Wheat Week                                 | 30. Januar 2008   | - - -              | 215        |
| |                                            |                   |                    |            |
| | Ear for Trouble                            | 6. Februar 2008   | - - -              | 216        |
| |                                            |                   |                    |            |
| | Meet J.J.                                  | 13. Februar 2008  | - - -              | 217        |
| |                                            |                   |                    |            |
| Sicherheitsalarm | Security Alert                             | 20. Februar 2008  | - - -              | 218        |
| |                                            |                   |                    |            |
| | Islam on Tap                               | 27. Februar 2008  | - - -              | 219        |
| |                                            |                   |                    |            |
| | Marriage Minded                            | 5. März 2008      | - - -              | 220        |
| |                                            |                   |                    |            |
| | Amaar at the Bat                           | 1. Oktober 2008   | - - -              | 301        |
| Rayyan sagt Ja zu J.J. |                                            |                   |                    |            |
| Der Herr des Ringes | Lord of the Ring                           | 8. Oktober 2008   | - - -              | 302        |
| Die Gemeinde entdeckt überrascht, dass Amaar Mercy verlassen hat und stellt entsetzt fest, dass Baber ihn ersetzt. Yasir fliegt nach Toronto in der Hoffnung, Amaar zur Rückkehr nach Mercy bewegen zu können. J.J. schenkt Rayyan einen Verlobungsring, den Rayyan scheußlich findet. Daraufhin schenkt J.J. Rayyan einen anderen Ring und hält förmlich um ihre Hand an. |                                            |                   |                    |            |
| | A Funny Thing Happened on the Way to Mercy | 15. Oktober 2008  | - - -              | 303        |
| Amaar kehrt, nachdem er eine Pilgerreise (Umra) nach Mekka unternommen hat, nach Mercy zurück. Amaar wird dazu gedrängt, seinen Dienst als Imam Mercys wieder aufzunehmen. Rayyan zeigt ebenfalls ihre Gefühle für Amaar. |                                            |                   |                    |            |
| | The Ties that Blind                        | 22. Oktober 2008  | - - -              | 304        |
| |                                            |                   |                    |            |
| | Rules R Rules                              | 29. Oktober 2008  | - - -              | 305        |
| |                                            |                   |                    |            |
| | Let Prairie Dogs Lie                       | 5. November 2008  | - - -              | 306        |
| |                                            |                   |                    |            |
| Süße Sechzehn | Sweet Sixteen                              | 19. November 2008 | - - -              | 307        |
| |                                            |                   |                    |            |
| | Mercy Dot Com                              | 26. November 2008 | - - -              | 308        |
| |                                            |                   |                    |            |
| | A Hard Day's Fight                         | 3. Dezember 2008  | - - -              | 309        |
| |                                            |                   |                    |            |
| Baber ist vom Mars, Veganer sind von Veganus | Baber is from Mars, Vegans are from Vegus  | 5. Januar 2009    | - - -              | 310        |
| |                                            |                   |                    |            |
| | True Bromance                              | 12. Januar 2009   | - - -              | 311        |
| |                                            |                   |                    |            |
| | Double Troubles                            | 19. Januar 2009   | - - -              | 312        |
| |                                            |                   |                    |            |
| | The Week of Dying Dangerously              | 26. Januar 2009   | - - -              | 313        |
| |                                            |                   |                    |            |
| | Raised Expectations                        | - - -             | - - -              | 314        |
| |                                            |                   |                    |            |
| | Colour Me Excited                          | - - -             | - - -              | 315        |
| |                                            |                   |                    |            |
| | Recipe for Disaster                        | - - -             | - - -              | 316        |
| |                                            |                   |                    |            |
| Meine Scharia | My Shariah                                 | - - -             | - - -              | 317        |
| |                                            |                   |                    |            |
| | Baber Makes an Entrance                    | - - -             | - - -              | 318        |
| |                                            |                   |                    |            |
| | Meet the Jaffers                           | - - -             | - - -              | 319        |
| |                                            |                   |                    |            |
| | Can I Get a Witness?                       | - - -             | - - -              | 320        |
| |                                            |                   |                    |            |